# قلعة قلهرة

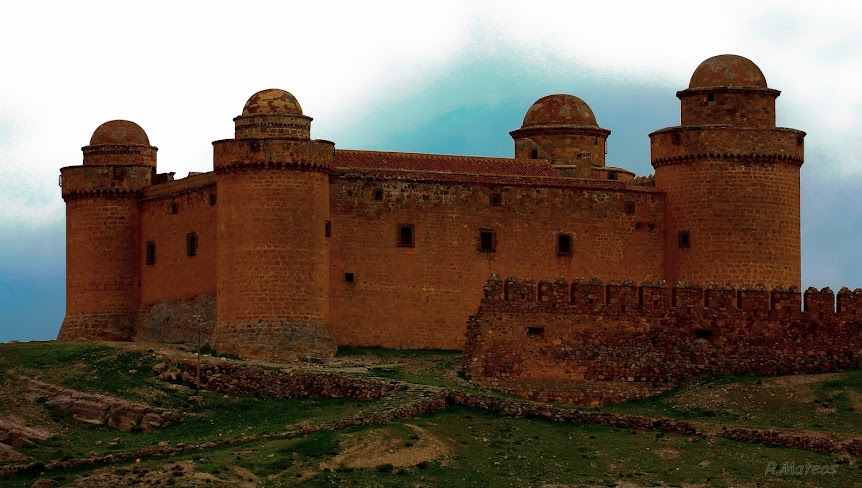
قلعة قلهرة

تقع قلعة قلهرة في لا كالاورا، في محافظة غرناطة، إسبانيا. وهي تقع في سفوح جبل الثلج. بنيت بين عامي 1509 و 1512، وهي واحدة من أولى القلاع التي بنيت في عصر النهضة الإيطالية خارج إيطاليا. وكان أعلن عنها كنصب تذكاري في الاهتمامات الثقافية عام 1922.

## روابط خارجية
.